# Parafia Chrystusa Najwyższego Kapłana w Poznaniu
Parafia pw. Chrystusa Najwyższego Kapłana w Poznaniu – rzymskokatolicka parafia znajdująca się w archidiecezji poznańskiej w dekanacie Poznań-Rataje. Erygowana w 1990. Siedziba parafii znajduje się na Osiedlu Lecha.

## Terytorium
- Poznań – osiedle Lecha.

## Proboszczowie
- od 1990 ks. Wojciech Nogalski